# 2016 TN120
2016 TN120 est un objet transneptunien détaché, d'environ 190 km de diamètre.